# WASP-12
WASP-12, TOI-1725 — тройная звезда в созвездии Возничего на расстоянии приблизительно 1347 световых лет (около 413 парсек) от Солнца. Видимая звёздная величина звезды — +11,57m. Возраст звезды определён как около 1,7 млрд лет.
Вокруг звезды обращается, как минимум, одна планета.

## Характеристики
Первый компонент — жёлто-белая звезда спектрального класса F, или G0V. Масса — около 1,434 солнечной, радиус — около 1,57 солнечного, светимость — около 3,435 солнечной. Эффективная температура — около 5930 K.
Второй компонент — красный карлик спектрального класса M3V. Масса — около 0,38 солнечной. Удален на 1,047 угловой секунды.
Третий компонент — красный карлик спектрального класса M3V. Масса — около 0,37 солнечной. Удален от второго компонента на 0,0843 угловой секунды (около 21 а.е.).

## Планетная система
В 2008 году группой астрономов проекта SuperWASP было объявлено об открытии планеты WASP-12 b. Открытие было совершено транзитным методом. Высокое соотношение углерода и кислорода указывает на то, что каменистые планеты, которые могли образоваться в звёздной системе, могут быть углеродными планетами.